# バーキン・カーズ
バーキン・カーズ（Birkin Cars, Ltd.）は、南アフリカ共和国に本社を置く少量生産の自動車メーカーである。2023年現在、ロータス・スーパーセブンのレプリカ（ニア・セブン）であるS3ロードスターのみを製造している。

## 沿革
バーキン・カーズは1982年に、ジョン・ワトソンによって設立された。ワトソンは1929年と1932年にル・マン24時間レースを制したレーシングドライバーのヘンリー"ティム"バーキンを父に持つ自動車愛好家で、ロータス・セブンのマニアであった。しかし、同車種は当時すでに絶版となっており、新車で購入することができなかった。そこで、ワトソンは独自の仕様のスーパーセブンの開発・製造に着手した。
当初の工房はガソリンスタンドの裏の50平方メートルにも満たない小さな作業場であった。ワトソンが製作する車の話を聞きつけた南アフリカのロータスディーラーは、彼に本物のスーパーセブンを観察する機会を与え、車の製造に関する契約を結んだ 。
バーキンが現在販売している「S3ロードスター」は、1983年南アフリカグランプリで公開された。公開イベントは南アフリカのロータスディーラーの主催で行われ、エリオ・デ・アンジェリスやナイジェル・マンセル、さらにコーリン・チャップマンの妻のヘイゼル・チャップマンも参加した。S3ロードスターの最初の出荷分は当時のロータスF1マシンをイメージしたブラックとゴールドのJPSカラーに塗装され、ロータスディーラーで販売された。

## 車の特徴
S3ロードスターは、完成車の状態とキットカーの両方で販売されている。エンジンはフォードのゼテック（ZETEC）エンジンやトヨタの4A-Gなど、様々な種類の直列4気筒エンジンを搭載することができる。また、かつてはリアサスペンションにリジットアクスルを使用していたが、現在は独立懸架となっている。
2013年7月現在、バーキンはS3ロードスターにワイドボディ仕様を追加した。通常仕様に比べ全幅は約4インチ（約100mm）広く、全長は3インチ（約76mm）長くなっている。